# 25751 Mokshagundam
25751 Mokshagundam (tên chỉ định: 2000 BS6) là một tiểu hành tinh vành đai chính. Nó được phát hiện bởi dự án Nghiên cứu tiểu hành tinh gần Trái Đất Lincoln ở Socorro, New Mexico, ngày 25 tháng 1 năm 2000. Nó được đặt theo tên Shilpa Mokshagundam, an American high school student whose medicine và health sciences team project won second place ở the 2009 Giải thưởng Khoa học và Kỹ thuật Intel.